# Carlos Daniel Roca
Carlos Daniel Roca Avellaneda, noto semplicemente come Carlos Roca (Cobija, 11 maggio 1997), è un calciatore boliviano, difensore dell'Oriente Petrolero.

## Caratteristiche tecniche
È un terzino sinistro.

## Carriera

### Club
Ha giocato nella prima divisione boliviana.

### Nazionale
Con la nazionale Under-20 boliviana ha preso parte al Sudamericano Under-20 2017 disputando due incontri.
Nel 2022 ha esordito nella nazionale maggiore boliviana.